# Vespertine
Vespertine ist das vierte Studioalbum der isländischen Sängerin Björk. Es erschien am 27. August 2001.

## Geschichte
Vespertine (dt. Abendlich) gilt als Björks bis dato introvertiertestes und experimentellstes Album. Die Sängerin selbst bezeichnete es sinngemäß als ihr „Winteralbum“.
Die musikalische Basis der Platte ist elektronisch, es kommen jedoch in einigen Tracks auch akustische Instrumente zum Einsatz. Eine Celesta wird bei drei Stücken verwendet und von Guy Sigsworth gespielt. Die Harfe auf sechs Titeln wird von Caryl Thomas und Zeena Parkins gespielt.
Der Titel Heirloom basiert auf dem Instrumentalstück Crabcraft des Weilheimer Elektrokünstlers Console.
Ein Teil des Textes zu Sun in my Mouth stammt aus dem Gedicht „Impressions“ von E. E. Cummings.
Das Album wurde in zahlreichen Studios in New York sowie in London, Spanien und Island aufgenommen.
Das Nationaltheater Mannheim produzierte basierend auf Vespertine in der Spielzeit 2017/18 zusammen mit dem dänischen Performancekollektiv „Hotel Pro Forma“ eine gleichnamige Oper.

## Titelliste
Bis auf die gekennzeichneten Ausnahmen stammen alle Songs aus der Feder von Björk.
1. Hidden Place – 5:29
2. Cocoon (Björk, Thomas Knak) – 4:28
3. It’s not up to You – 5:09
4. Undo (Björk, Knak) – 5:39
5. Pagan Poetry – 5:15
6. Frosti – 1:42
7. Aurora – 4:39
8. An Echo, A Stain (Björk, Guy Sigsworth) – 4:04
9. Sun in my Mouth (Björk, E. E. Cummings, Sigsworth) – 2:40
10. Heirloom (Björk, Martin Gretschmann) – 5:12
11. Harm of Will (Björk, Sigsworth, Harmony Korine) – 4:37
12. Unison – 6:48

## Rezeption
Heather Phares von Allmusic vergibt viereinhalb von fünf Sternen. Ihrer Meinung nach klingen die Neuerungen gegenüber den vorangegangenen Werken „vertraut und verzwickt“ („intimate and intricate“), während das Album „eine Hommage an Frieden und Stille“ („singing the praises of peace and quiet“) sei.
Ryan Schreiber von Pitchfork Media vermisst ebenfalls die Innovationen, welche die Vorgängeralben auszeichneten und vergibt 7,2 Punkte: „While undeniably beautiful, Vespertine fails to give electronic music the forward push it received on Björk's preceding albums.“ („Obwohl unbestreitbar schön, schafft Vespertine es nicht, der elektronischen Musik den Vorwärtsschub zu geben, den sie durch Björks Vorgängeralben erhielt.“)
Das Magazin Wire zählt Vespertine zu den 50 besten Musikalben 2001.